# Conasprella mazei
Conasprella mazei é uma espécie de gastrópode pertencente à família Conidae. Foi originalmente classificado como pertencente ao gênero Conus, porém atualmente pertence ao gênero Conasprella.